# 兵庫部落問題研究所
社団法人兵庫部落問題研究所（しゃだんほうじんひょうごぶらくもんだいけんきゅうじょ）は、兵庫県神戸市長田区三番町2丁目6−4にある部落問題研究団体。
杉之原壽一の著作集や、全国部落解放運動連合会の書籍などを発行している。全国地域人権運動総連合および日本共産党と関係が深く、部落解放同盟および部落解放同盟全国連合会とは対立関係にある。
神戸市には、全国最大の被差別部落とよばれる地域があるが、部落差別は解消し、同和行政を終結しなければならないという地域人権連および日本共産党の主張を支持している。